# Cesare Arbasia

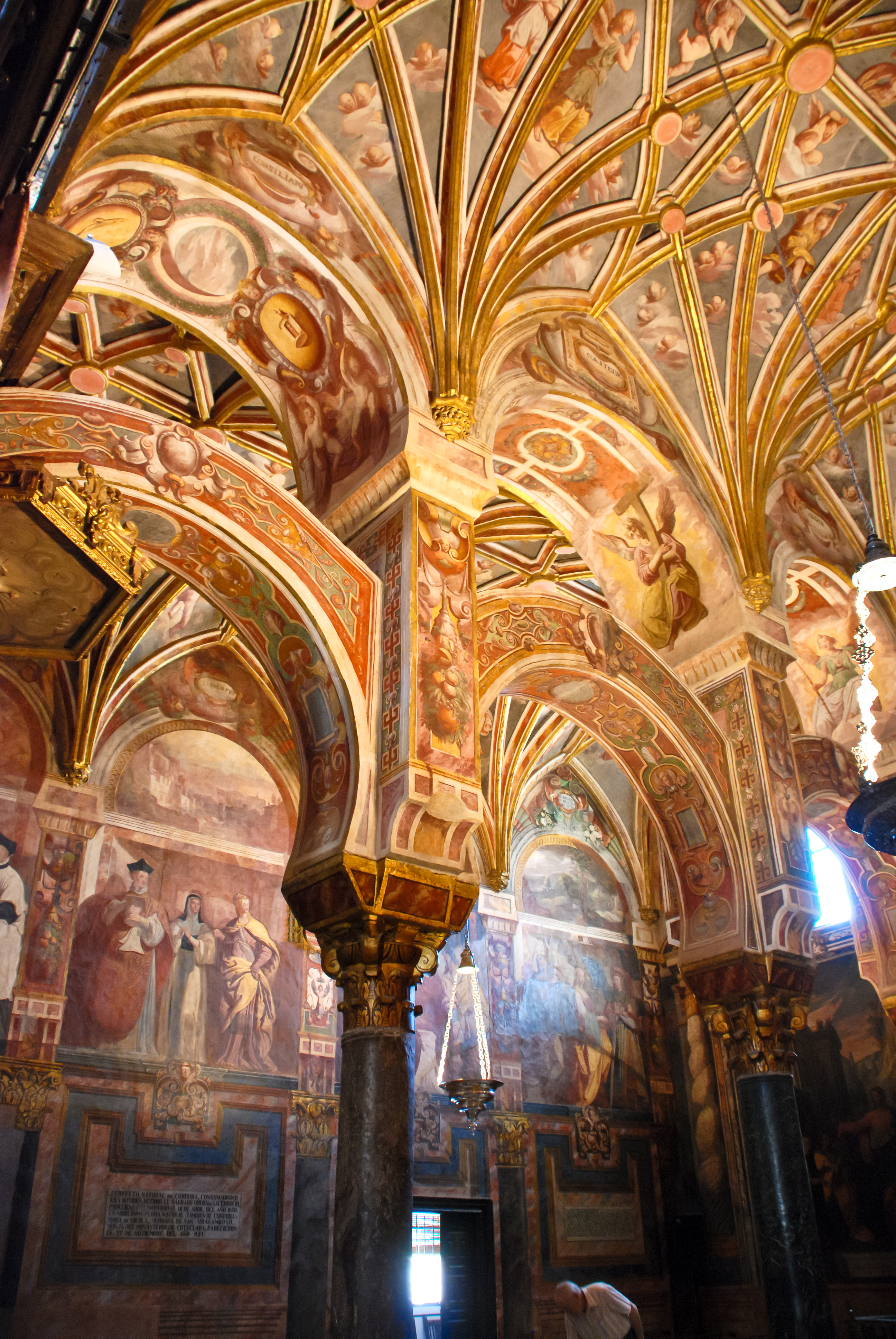
Capilla del Sagrario de la Mezquita-catedral de Córdoba.

Cesare Arbasia (Saluzzo, c. 1547-1607), pintor manierista italiano, fue autor de decoraciones ilusionistas al fresco en las que paisajes y ruinas alcanzaron a tener el valor de un género pictórico autónomo.

## Biografía
Formado en su propia patria, hacia 1570 se trasladó a Roma. Seguidor de Federico Zuccaro y del paisajista flamenco Matteo Brill, trabó amistad con el cordobés Pablo de Céspedes, con quien, según Francisco Pacheco, compartió taller por espacio de siete años y colaboró en las pinturas de la capilla Bonfill en Trinità dei Monti en Roma. De 1573 a 1575 trabajó en la Sala ducal del Vaticano, donde pintó una serie de paisajes emblemáticos. 
En 1577 o 1579 viajó a España para trabajar en Málaga, donde se le documenta en 1579 al servicio del obispo Francisco Pacheco y Córdoba, para quien pintó las puertas de un tríptico con destino a la capilla episcopal de la Encarnación, con espléndidos fondos arquitectónicos. De inmediato comenzó a trabajar en la capilla mayor de la catedral, tarea que interrumpió en 1582, cuando retornó a Italia para contraer matrimonio. En septiembre de 1583 el obispo Antonio Mauricio de Pazos se puso en contacto con el artista, posiblemente influenciado por Pablo de Céspedes, quien le encarga la decoración al fresco de la capilla del Sagrario Nuevo de la Mezquita-catedral de Córdoba, en la que trabajó en 1585 y 1586 y donde, con los Mártires de Córdoba como temática común y la Última Cena sobre el altar mayor, dejó en los lunetos algunos de sus característicos paisajes, sobre los que llamaron la atención Francisco Pacheco y Antonio Palomino. En 1587 había regresado a Málaga, donde completó los frescos de la capilla mayor de su catedral con un ciclo de la Pasión. 
En 1589, o quizá en 1590, cuando murió el obispo Pacheco y Córdoba, volvió a Italia. Tras una nueva estancia en Roma, donde se le cita en 1593 con motivo de la fundación de la Academia de San Lucas, marchó a la corte de Saboya convertido en pintor de cámara del duque Carlos Manuel I de Saboya.
Desde Ceán Bermúdez se ha supuesto además que intervino en la decoración pictórica del palacio del Marqués de Santa Cruz mandado construir por Álvaro de Bazán en el Viso (Ciudad Real), donde hay constancia documental del trabajo de un pintor de nombre César en 1576, cuando hay pruebas de que Arbasia trabajaba aún en Roma. Las investigaciones de Rosa López Torrijos indican sin embargo que el «Maestre César» ampliamente documentado en el Viso sería César de Bellis, pintor de origen veneciano con una larga estancia en la localidad manchega.